# Orsós Ferenc (patológus)
Orsós Ferenc (Temesvár, 1879. augusztus 22. – Mainz, 1962. július 25.) sokoldalú, festészettel is foglalkozó, aktív politikai szerepvállalásáról is ismert magyar patológus, egyetemi tanár, a Magyar Tudományos Akadémia (MTA) tagja (1928–1945).

## Életpályája
Orsós István hentesmester és Varga Eszter fiaként született polgári családban. Testvérei Orsós János Imre (1889–1960) bőrgyógyász, egyetemi tanár és Orsós Jenő (1893–1961) sebész, egyetemi tanár.
A Temesvári Magyar Királyi Állami Főreáliskolában érettségizett (1897). Felsőfokú tanulmányait a Budapesti Tudományegyetemen végezte, ahol 1903. december 24-én szerezte meg orvosi oklevelét. 1903 és 1906 között az I. sz. Kórbonctani Intézet tanársegédje, 1906 és 1913 között a Pécsi Városi Kórház kórboncnok főorvosa volt. 1913-ban megbízták a budapesti királyi büntető törvényszéki orvosi teendőkkel. A következő évben a Budapesti Tudományegyetem Orvostudományi Karán a kórbonctani és kórszövettani diagnosztika című tárgykörből magántanárrá habilitálták.
Az első világháború kirobbanását (1914) követően bevonult katonának, az orosz fronton harcolt. 1917-ben orosz fogságba esett, egy szibériai hadifogolytáborba vitték, ahonnan 1918-ban tért haza. 1918-ban kinevezték a debreceni Tisza István Tudományegyetem Kórbonctani Intézetének élére, majd 1921-től párhuzamosan a Törvényszéki Orvostani Intézetet is vezette. 1919 és 1921 között, illetve 1933 és 1935 között a debreceni Orvostudományi Kar dékánja, 1923 és 1925 között az egyetem rektora volt.
1935-től a budapesti Pázmány Péter Tudományegyetem Orvostudományi Karának tanára, 1935 és 1944 között a Törvényszéki Orvostani Intézet igazgatója, 1939 és 1941 között az Orvostudományi Kar dékánja volt. 1928-tól az MTA levelező tagja, 1940-től 1945-ös kizárásáig annak rendes tagja. A Magyar Orvosi Kamara képviselőjeként tagja volt a magyar parlament felsőházának. 1944 decemberében végleg Németországba távozott. Nyugdíjazásáig a Mainzi Egyetem képzőművészeti módszertan, művészeti anatómia tanáraként dolgozott.
Elnöke volt a Magyar Orvosok Nemzeti Egyesületének. A MONE a kamarából szerzett iratok alapján 1941-ben összeállította a zsidó orvosok jegyzékét, azt átadta a Honvédelmi Minisztériumnak, szorgalmazva a rajta szereplő orvosok munkaszolgálatra történő behívását.
A felsőház 1941. július 18-i ülésén a fajvédelmi törvény (az 1894. évi XXXI. tc. módosítása) mellett szólalt fel, a saját korában is tudománytalannak számító érvekkel támogatva a zsidó-keresztény vegyesházasságok betiltását.
1943-ban német felkérésre nemzetközi vizsgálóbizottság vizsgálta meg a katyńi vérengzés áldozatait, annak megállapítása végett, hogy mikor történt a tömeggyilkosság. Az általa vezetett bizottság megállapította, hogy a vizsgált 4450 holttest 1940 április-májusában került a tömegsírokba. Ezzel bebizonyítva azt, hogy a több ezer lengyel katonatiszt kivégzését a Szovjetunió hajtotta végre. Ugyanakkor a szovjetek a vérengzés elkövetésével már a háború ideje alatt a németeket vádolták – amiből következően Orsóst is hamis szakértői vélemény adásának vádjával illették. A háború után a Szovjetunió követelte az időközben Németországba távozott Orsós Ferenc kiadatását, és felelősségre vonását. A Németország nyugati felét megszállt szövetségesek azonban mindkettőt megtagadták. Mivel nemzetközi színtéren nem tudták elérni kiadatását és felelősségre vonását, Magyarországon – távollétében – a háború egyik főbűnösének kikiáltva intéztek ellene támadásokat. Ennek körében azt is szemére vetették, hogy szakértői véleményeit szélsőjobboldali politikai nézetei alapján alkotta volna meg - közvetetten utalva ezzel a katyńi tömeggyilkosság kapcsán végzett szakértői tevékenységére.
1944-ben a német megszállás után Csik László, az orvosi kamara akkori elnöke és Orsós kérvénnyel fordultak a belügyminisztériumhoz, sürgetve a hatóságokat, hogy az addig megkímélt, polgári munkaszolgálatban alkalmazott zsidó orvosokat mielőbb deportálják. Ennek az akciónak a második világháború után végzett becslések szerint mintegy 2500-an estek áldozatul, az ország zsidó orvosainak több mint a fele.
1945. július 20-án a Matematikai és természettudományok osztálya javaslatára a Magyar Tudományos Akadémia összes ülése (az akkori akadémiai közgyűlés) az MTA rendes tagjai közül kizárta. Az akadémiai tagságától megfosztó döntés indoklásában a következő szerepelt: „Orsós Ferenc dr. egyik szellemi vezére volt hazánkban a nemzeti szocialista Németország csatlósainak, mint a MONE elnöke végzetes szerepet játszott a magyar orvostársadalom egy részének a kipusztításában. Ezáltal egyik okozója lett az országot ért katasztrófának.”
A mai napig nem került sor szakmai rehabilitálására. A Szovjetunió 1990-ben elismerte, hogy a katyńi vérengzést valóban szovjet katonák követték el Sztálin parancsára, azaz Orsós Ferenc nem adott hamis szakértői véleményt az ügyben. Az MTA Tudományetikai Bizottsága 1993-ban mégis úgy határozott, hogy nem indokolt Orsós Ferenc akadémiai kizárásának hatálytalanítása.

## Főbb művei
- A tüdőcsúcsok általános mechanikai dispositiójáról. (Budapesti Orvosi Ujság, 1912)
- A sarjadzó és penészgombák okozta megbetegedések casuistikájához. (Gyógyászat, 1914)
- A lépsubcorticalis rétege. (Orvosi Hetilap, 1928)
- Az érsarjdaganat. In: Tisza István Tudományos Társaság II. Osztályának Munkálatai. 1931
- A tüdő vázrendszerének élettani és kórtani jelentősége. In: Magyar Belorvosok Egyesülete Évkönyve. 1933
- A csökmői arsenmérgezés orvosszakértői tanulságai. Debrecen, 1935
- Európa biológiai veszélyeztetettségének leküzdése. Budapest, 1938
- Általános szövetközi szénsav-emphysema halál után. (Orvosi Hetilap, 1938, 46.)
- Agykamra vérzés megállapításanagyfokban rothadt magzatban. (Orvosi Hetilap, 1939, 50.)
- A magyarság jövő feladatai. Budapest, 1940
- A házassági törvény fajvédelmi kiegészítése a Felsőház előtt. Budapest, 1941
- Vezérfonal a kórbonctani, rendőri és törvényszéki boncoláshoz. Budapest, 1941
- A halottkémlés. Budapest, 1941

## Díjai, elismerései
- Corvin-koszorú (1930)